# Rhynchospora panicifolia
Rhynchospora panicifolia är en halvgräsart som beskrevs av Paul Jean Baptiste Maury. Rhynchospora panicifolia ingår i släktet småag, och familjen halvgräs.
Artens utbredningsområde är Colombia. Inga underarter finns listade i Catalogue of Life.